# Gralewo-Stacja
Gralewo-Stacja (deutsch Grallau Bahnhof) ist ein kleiner Ort in der polnischen Woiwodschaft Ermland-Masuren und gehört zur Gmina wiejska Rybno (Landgemeinde Rybno, 1942 bis 1945 Rübenau) im Powiat Działdowski (Kreis Soldau).

## Geographische Lage
Gralewo-Stacja liegt im Südwesten der Woiwodschaft Ermland-Masuren, 26 Kilometer westlich der einstigen Kreisstadt Neidenburg (polnisch Nidzica) bzw. 13 Kilometer nordwestlich der heutigen Kreismetropole Działdowo (deutsch Soldau i. Ostpr.).

## Geschichte
Bis 1920 und 1939 bis 1945 war Grallau Bahnhof ein Wohnplatz innerhalb der Landgemeinde Grallau im ostpreußischen Kreis Neidenburg. 1905 zählte der kleine Ort 59 Einwohner. Die Siedlung entstand im Zusammenhang der Anlage der (heutigen) Bahnstrecke Danzig–Warschau, die hier 1877 in Betrieb genommen wurde. Der Stationsname war bis 1908 „Koschlau“ bzw. „Groß Koschlau“.
Mit der Muttergemeinde Grallau erlebte die Siedlung Grallau Bahnhof die Abtretung an Polen von 1920 bis 1939 und erneut im Jahre 1945 innerhalb des gesamten südlichen Ostpreußens. So ist die Siedlung (polnisch Osada) Gralewo-Stacja heute eigenständig und nicht mehr mit dem Dorf Gralewo verbunden, gehört dieses doch zur Gmina Płośnica (Landgemeinde Heinrichsdorf), während die Bahnhofsiedlung zur Gmina Rybno (Landgemeinde Rybno, 1942 bis 1945 Rübenau) gehört. Bis 1998 war diese der Woiwodschaft Ciechanów zugeordnet und ist seither der Woiwodschaft Ermland-Masuren zugehörig.

## Kirche
Über die Muttergemeinde Grallau war Grallau Bahnhof bis 1945 in die evangelische Kirche Groß Koschlau (polnisch Koszelewy) in der Kirchenprovinz Ostpreußen der Kirche der Altpreußischen Union bzw. ab 1920 in der Diözese Działdowo (Soldau) der Unierten Evangelischen Kirche in Polen, außerdem in die römisch-katholische Kirche Groß Lensk (polnisch Wielki Łęck) eingepfarrt.
Heute gehört Gralewo-Stacja zur evangelischen Pfarrei der Erlöserkirche Działdowo (Soldau) mit der Jesuskirche Lidzbark (Lautenburg) in der Diözese Masuren der Evangelisch-Augsburgischen Kirche in Polen, außerdem zur römisch-katholischen Pfarrei Koszelewy (Groß Koschlau) im Dekanat Rybno (Rybno, 1942 bis 1945 Rübenau) im Bistum Toruń (Thorn).

## Verkehr

### Straße
Gralewo-Stacja liegt an der verkehrsreichen Woiwodschaftsstraße 538, die die Woiwodschaften Kujawien-Pommern und Ermland-Masuren miteinander verbindet. Von Koszelewy (Groß Koschlau) und Gralewo (Grallau) führt eine Nebenstraße in die Siedlung.

### Schiene
Im Jahre 1877 wurde die Bahnstation Koschlau an der (heutigen) Bahnstrecke Danzig–Warschau eröffnet. 1900 wurde ihr Name in Groß Koschlau geändert und 1908 in Grallau umgewandelt. Zwischen 1920 und 1939 hieß sie Gralewo, von 1939 bis 1945 wieder Grallau, um dann 1945 den jetzt noch geltenden Namen Gralewo zu erhalten.
Gralewo liegt 2 Kilometer südwestlich des Bahnhofs, Koszelewy fünf Kilometer von der Bahnstation entfernt. Die Bahnstrecke von Danzig nach Warschau wird heute als Bahnlinie Nr. 9 der Polnischen Staatsbahn zweigleisig und im Elektrobetrieb befahren.